# 7ns Premis AVN
La cerimònia dels 7ns Premis AVN, organitzada per Adult Video News (AVN), va tenir lloc el 8 de gener de 1990 al Tropicana Hotel & Casino  a Paradise (Nevada). Durant la cerimònia, els Premis AVN van ser presentats en 44 categories en homenatge a pel·lícules pornogràfiques estreades l'any anterior. L'actor Rick Savage va ser l'amfitrió del programa amb els copresentadors del segment Christy Canyon, Barbara Dare i Nina Hartley. arts del programa es van gravar per a un segment a Entertainment Tonight.
The Nicole Stanton Story va guanyar cinc premis, la majoria de qualsevol llargmetratge, però la millor pel·lícula va ser per a Night Trips, que es va endur tres trofeus, igual que Voodoo Lust. Dos premis van ser per a cadascun de Bi and Beyond III, True Love i Undercover.

## Guanyadors i nominats
Els guanyadors es van anunciar durant la cerimònia de lliurament de premis el 8 de gener de 1990. El primer empat dels premis AVN es va produir com a Victoria Paris i Tori Welles  van ser nomenats co-guanyadors de la categoria de millor estrella nova. Jon Martin va guanyar el millor actor per segon any consecutiu.

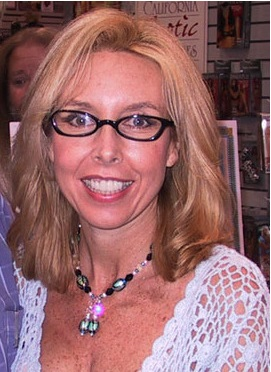
Victoria Paris, coguanyadora de la millor nova estrella

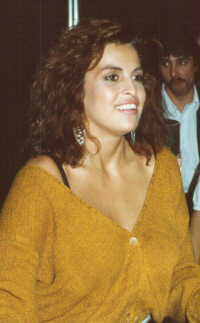
Tori Welles, coguanyadora de la millor nova estrella

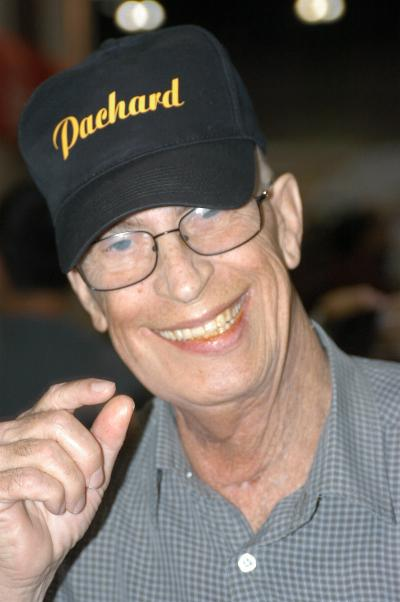
Henri Pachard, millor director de pel·lícuila

- Millor actor: Jon Martin, Cool Sheets[2]
- Millor actor-vídeo gai: Tim Lowe, Fratrimony
- Millor actriu: Sharon Kane, Bodies in Heat—The Sequel
- Millor funció per a noies: Where The Boys Aren't
- Millor escena de sexe per a noies: Barbara Dare, April West; True Love
- Millor funció all-sex: Hello Molly
- Millor cinta amateur: Bus Stop Tales, vol. 1
- Millor funció de temàtica anal: Splendor In The Ass
- Millor direcció artística: pel·lícula o vídeo: Voodoo Lust
- Millor vídeo bisexual: Bi and Beyond III
- Millor concepte de portada de caixa: Rain Woman, vídeo Coast to Coast
- Millor concepte de portada de caixa—vídeo gai: Buddy System II
- Millor fotografia: Andrew Blake, Night Trips
- Millor cinta de recopilació: Only The Best 2
- Millor director—vídeo bisexual: Paul Norman, Bi and Beyond III
- Millor director—Llargmetratge: Henri Pachard, The Nicole Stanton Story I & II
- Millor director—vídeo gai: John Travis, Undercover
- Millor director—Llargmetratge en vídeo: Jean-Pierre Ferrand, Peter Davy; Voodoo Lust
- Millor muntatge—pel·lícula: The Nicole Stanton Story
- Millor edició—vídeo: Andrew Blake, Night Trips
- Millor funció de vídeo gai: Undercover
- Millor música: My Bare Lady
- Millor nouvingut—vídeo gai: Brian Yeager, Buddy System
- Millor estrella nova: Victoria Paris, Tori Welles (empat)
- Millor paper no sexual: Nick Random, True Love[2]
- Millor campanya de màrqueting general: Australian Erotica, Parliament Video[2]
- Millor embalatge: Twentysomething, Episodi 3; Vivid Video
- Millor embalatge: vídeo gai: Davey and the Cruisers
- Millor imatge: Night Trips
- Millor guió—Llargmetratge: Rick Marx, The Nicole Stanton Story
- Millor guió—Funció de vídeo: Jace Rocker; Cheeks 2: The Bitter End
- Millor escena de sexe—Llargmetratge: Eric Edwards, Sharon Kane; Firestorm 3
- Millor escena sexual—vídeo gai: Lon Flexxe, Bill Marlowe; Heat in the Night
- Millor escena de sexe—Grup: Marc Wallice, Blake Palmer, Randy West, Jesse Eastern, Debi Diamond; Gang Bangs II
- Millor escena de sexe—Funció de vídeo: Tom Byron, Debi Diamond; The Chameleon
- Millor funció de gravació en vídeo: Mad Love
- Millor versió de softcore: Favors de festa
- Millor cinta especialitzada: Wild Thing
- Millor actor secundari (pel·lícula i vídeo): Rick Savage, The Erotic Adventures of Bedman & Throbbin
- Millor actriu secundària (pel·lícula i vídeo): Viper, Mystery of the Golden Lotus
- Millor interpretació tease: Tracey Adams, The Adventures of Buttman
- Millor vídeo: Voodoo Lust
- La millor versió de lloguer de l'any: The Nicole Stanton Story
- Lançament més venut de l'any: The Nicole Stanton Story[2]

### Premis honorífics AVN

#### Saló de la Fama
Els nous introduïts al Saló de la Fama d'AVN l'any 1990 van ser: Lesllie Bovee, Jamie Gillis, Ron Jeremy, Gloria Leonard, Bruce Seven, Joey Silvera. Tots els sis van ser nominats pels lectors d'Adult Video News.

### Múltiples nominacions i premis
Les sis pel·lícules següents van rebre diversos premis:
- 5 - The Nicole Stanton Story I & II
- 3 - Night Trips, Voodoo Lust
- 2 - Bi and Beyond III, True Love, Undercover

## Presentadors i intèrprets

### Intèrprets
Els Moonlight Entertainers van proporcionar la música, mentre que els còmics Bill Hicks, Frank Barnett i Scott Schwartz va proporcionar segments de comèdia i Chi Chi LaRue va cantar “Wild Thing”.

## Informació de la cerimònia
L'actor Rick Savage va ser l'amfitrió de l'espectacle. Va tenir tres copresentadors per a diferents parts del programa de premis: Christy Canyon, Barbara Dare i Nina Hartley.
Les noves categories que s'han afegit aquest any inclouen: Millor cinta amateur i Millor interpretació tease.
The Nicole Stanton Story va ser nomenat el millor llançament de lloguer de l'any i també el més venut de l'any.